# Монсвиллер
Монсвиллер (фр. Monswiller) — коммуна на северо-востоке Франции в регионе Гранд-Эст (бывший Эльзас — Шампань — Арденны — Лотарингия), департамент Нижний Рейн, округ Саверн, кантон Саверн.
Площадь коммуны — 4,72 км², население — 2076 человек (2006) с тенденцией к стабилизации: 2096 человек (2013), плотность населения — 444,1 чел/км².

## Население
Население коммуны в 2011 году составляло 2139 человек, в 2012 году — 2118 человек, а в 2013-м — 2096 человек.
| 1962 | 1968 | 1975 | 1982 | 1990 | 1999 | 2006 | 2008 | 2011 | 2012 | 2013 |
| ---- | ---- | ---- | ---- | ---- | ---- | ---- | ---- | ---- | ---- | ---- |
| 1454 | 1506 | 1760 | 1779 | 1757 | 1800 | 2076 | 2145 | 2139 | 2118 | 2096 |

Динамика населения:

## Экономика
В 2010 году из 1394 человек трудоспособного возраста (от 15 до 64 лет) 1078 были экономически активными, 316 — неактивными (показатель активности 77,3 %, в 1999 году — 71,2 %). Из 1078 активных трудоспособных жителей работали 1008 человек (528 мужчин и 480 женщин), 70 числились безработными (27 мужчин и 43 женщины). Среди 316 трудоспособных неактивных граждан 83 были учениками либо студентами, 124 — пенсионерами, а ещё 109 — были неактивны в силу других причин.

## Достопримечательности (фотогалерея)

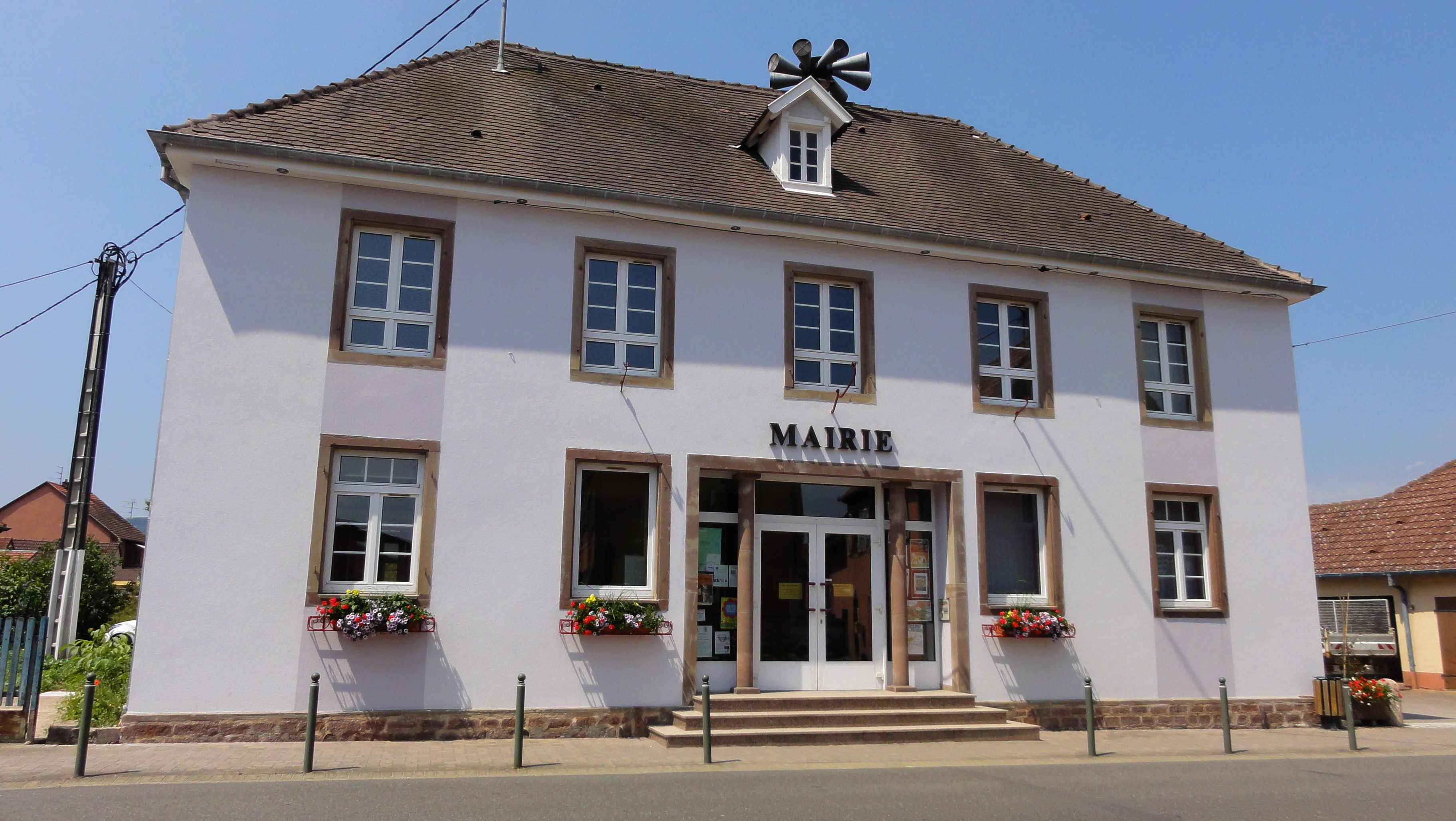
Здание мэрии
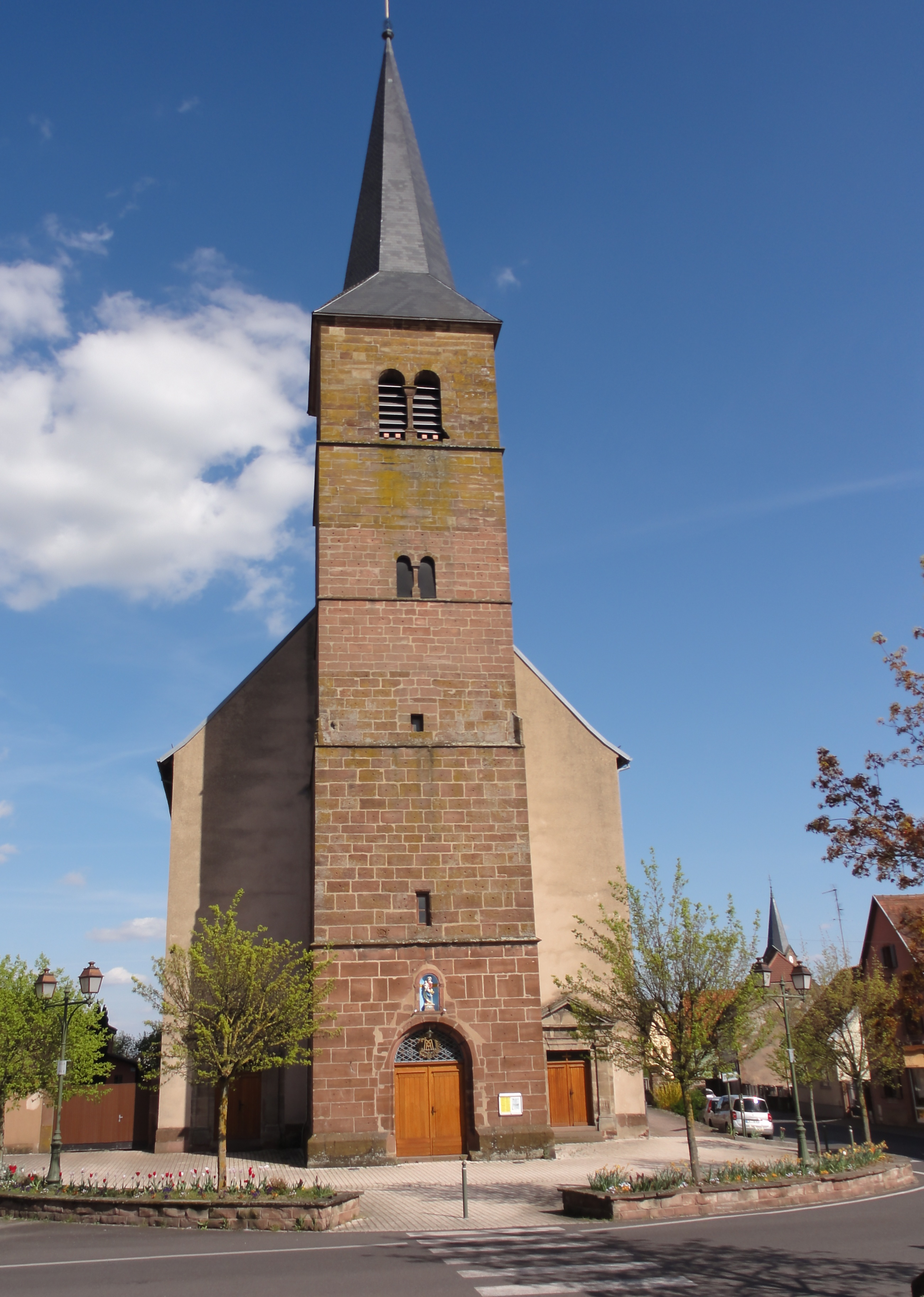
Колокольня церкви Нотр-Дам
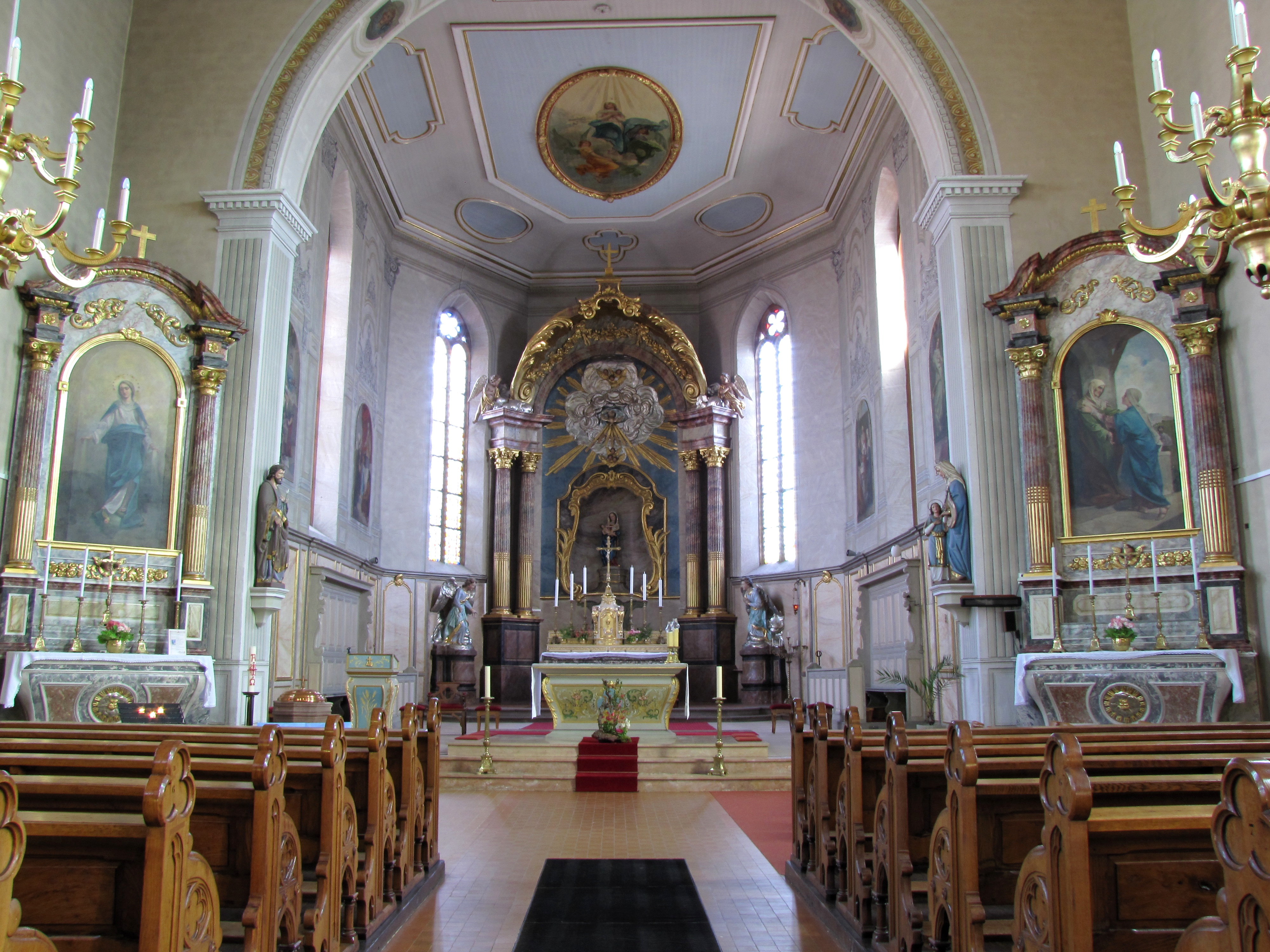
Интерьер, вид на алтарь
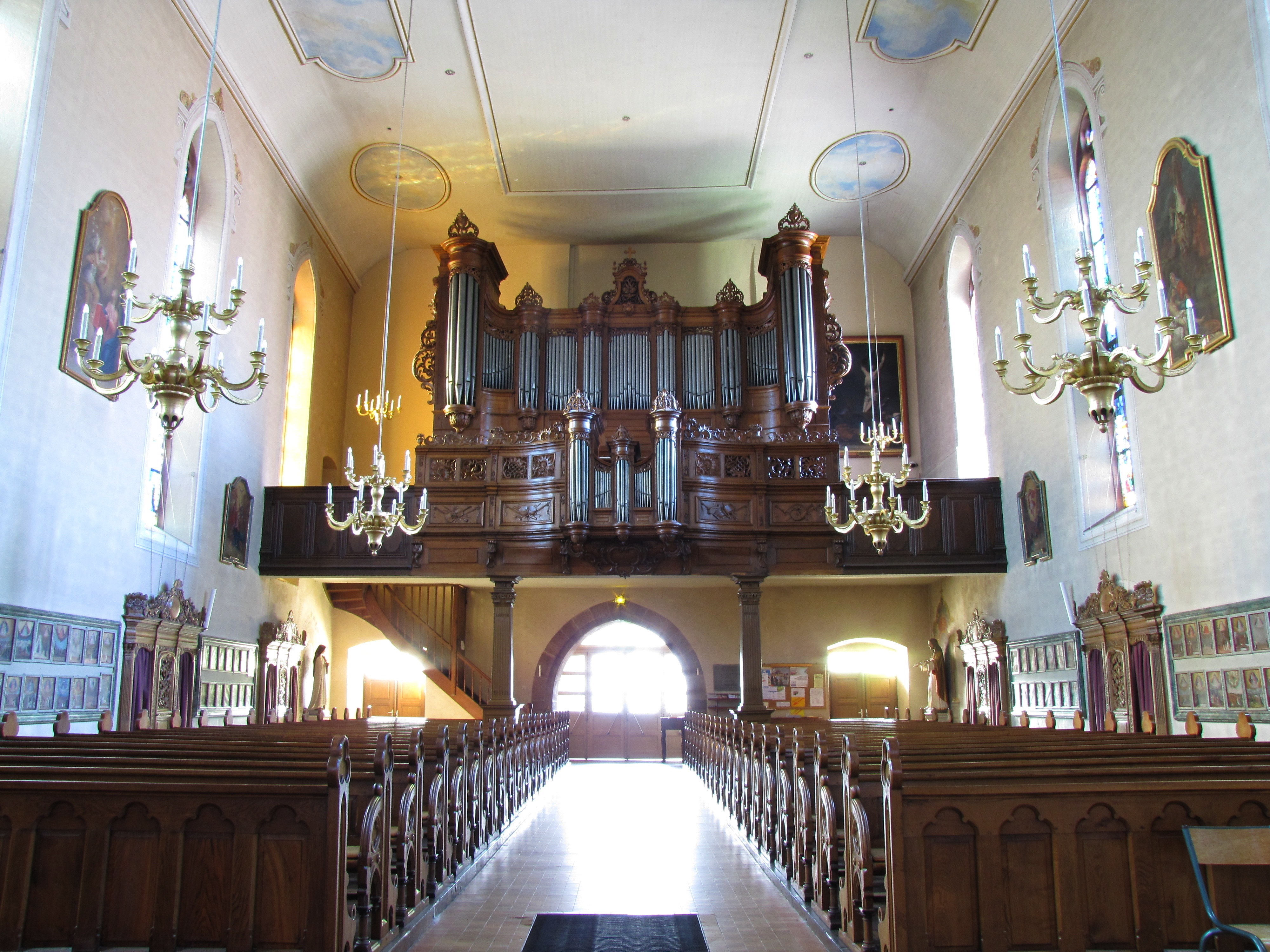
Интерьер, вид на орган
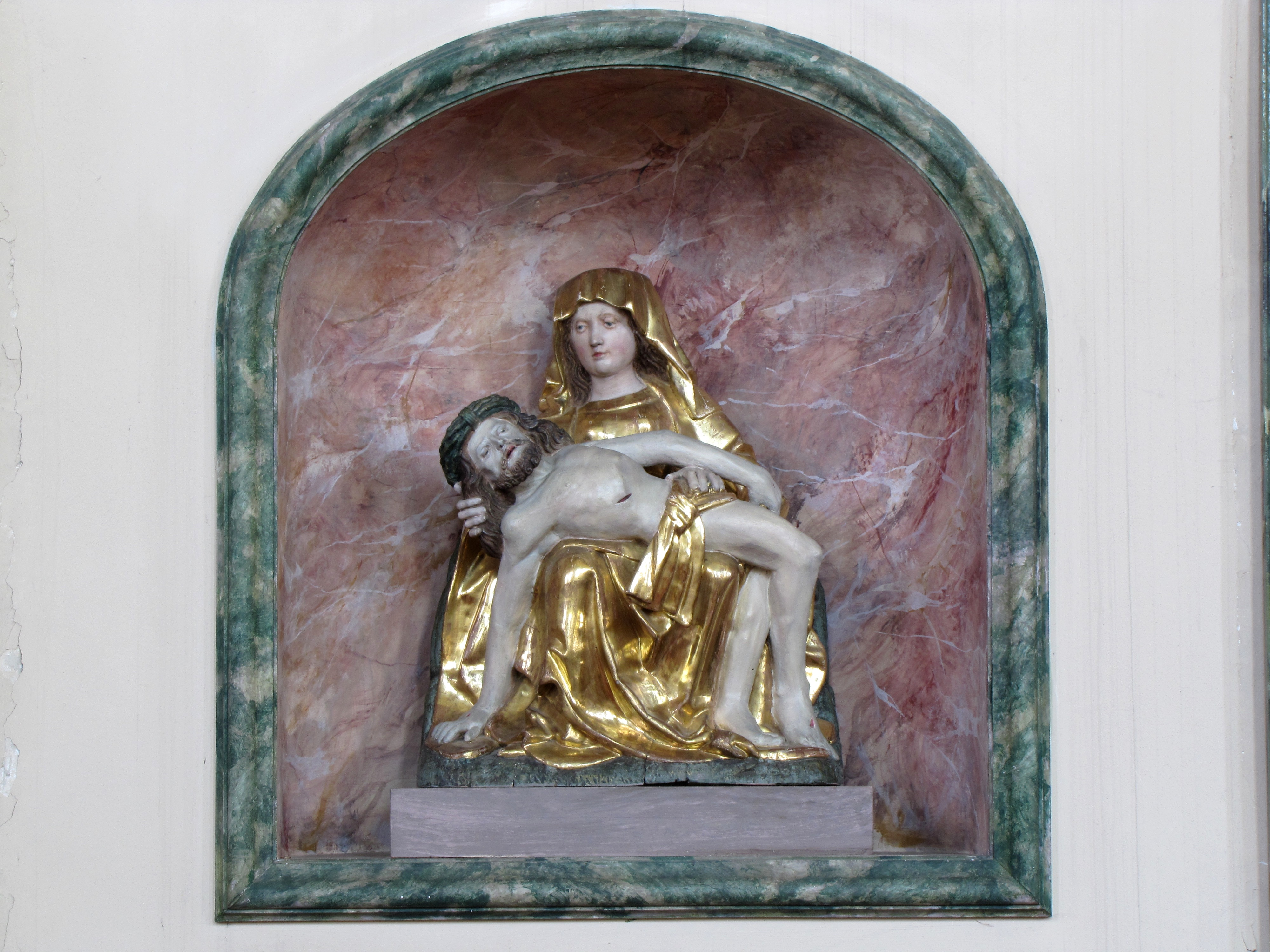
Статуэтка «Скорбь»
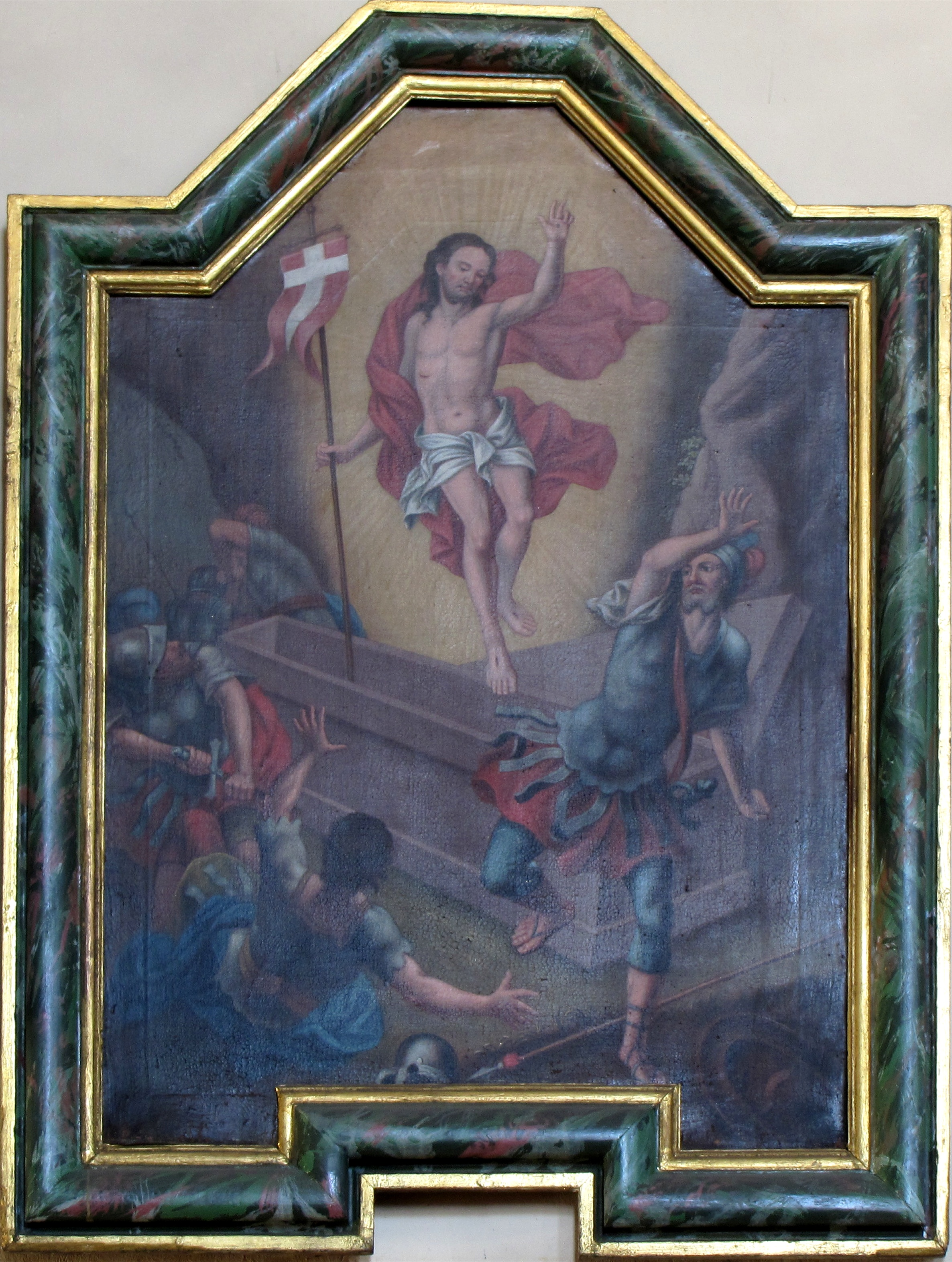
Икона «Воскресение Христа»